# Petropavlovszk-kamcsatszkiji repülőtér
A Petropavlovszk-kamcsatszkiji repülőtér (IATA: PKC, ICAO: UHPP) (orosz nyelven: Аэропорт Елизово) nemzetközi repülőtér Oroszországban, amely Petropavlovszk-Kamcsatszkij közelében található. Éves utasforgalma 697 094 fő (2018).

## Futópályák
A repülőtér futópályái:
- 12/30

## Forgalom
Az utasforgalom az elmúlt években az alábbi módon változott:
| Utasok száma | 464 051 | 514 871 | 597 698 | 621 137 | 613 637 | 617 986 | 658 689 | 697 094 | 554 057 | 772 717 |
|              | 2009    | 2010    | 2012    | 2013    | 2014    | 2016    | 2017    | 2018    | 2020    | 2021    |